# Пантуди
„Пантуди“ е български игрален филм (криминална комедия) от 1993 година на режисьорите Огнян Купенов и Ангел Тошев, по сценарий на Александър Томов. Оператор е Атанас Тасев. Музиката във филма е композирана от Стефан Димитров.

## Сюжет
1930 година. От затвора излиза известният касоразбивач Пантуди. Заедно с хората си подготвя удара на живота си, чрез който да стане най-сетне богат и независим. Прави го и тогава се появява Тя – жената на неговите мечти, в лицето на селското девойче Венера. Пантуди вижда у нея заложбите на голяма кабаретна звезда. Влага всичките си средства, за да я превърне в жената-вамп, без да подозира, че тя ще го предаде и ще разруши всичко в името на парите. За Пантуди остава само един изход – да замине за чужбина.

## Актьорски състав
- Влади Карамфилов – Пантуди
- Ани Михайлова – Венера
- Румен Иванов – Чико
- Георги Русев – Пешо
- Георги Мамалев
- Никола Рударов
- Павел Поппандов
- Стоянка Мутафова
- Георги Калоянчев
- Константин Коцев
- Надя Тодорова
- Антон Радичев